# نشان قهرمان جنگ میهنی
نشان قهرمان جنگ میهنی (ترکی آذربایجانی: Vətən Müharibəsi Qəhrəmanı medalı) یکی از مدالهای جمهوری آذربایجان است. این مدال، به مناسبت پیروزی آذربایجان بر ارمنستان در جنگ دوم قره باغ ایجاد شد.

## تاریخچه
در ۱۱ نوامبر سال ۲۰۲۰، الهام علی‌اف، رئیس‌جمهوری آذربایجان، هنگام عیادت از نظامیان زخمی شده آذربایجانی در جریان جنگ ناگورنو قره‌باغ (۲۰۲۰) از تأسیس نشانهای جدید در این کشور خبر داده و دستورهای مربوط در راستای اعطاء نشان‌ها و جوایزی به غیرنظامیان و نظامیانی که قهرمانی‌ها و حماسه‌آفرینی‌هایی در میدان جنگ و جبهه عقب از خود نشان دادند، صادر کرد. وی همچنین در اقدامی اسامی این مدال‌ها را پیشنهاد داد. در جلسه علنی مجلس ملی این کشور به تاریخ ۲۰ نوامبر سال ۲۰۲۰، پیش نویس قانون اصلاح «قانون تأسیس نشان‌ها در جمهوری آذربایجان» اعلام وصول شد.
طی همان جلسه، نشان قهرمان جنگ میهنی آذربایجان به دلیل پیروزی جمهوری آذربایجان در جنگ دوم قره باغ و با اتکا به قانون یادشده، به تأسیس رسید.

## دریافت کنندگان
۹ دسامبر سال ۲۰۲۰، الهام علی‌اف، رئیس‌جمهور و فرمانده کل قوای جمهوری آذربایجان، با امضاء فرمانی، به ۸۳ نظامی از جمله به ۳۴ تن پس از مرگشان، نشان قهرمان جنگ میهنی آذربایجان را اهدا نمود. اسامی حکمت میرزایوف، فرمانده نیروهای ویژه آذربایجان، الهام مهدی‌اف، معاون نیروی مرزبانی جمهوری آذربایجان، و نیز افسرانی همچون نامیگ اسلام‌زاده، کنعان سیدوف، زاور محمدوف و غیره… در میان نام‌های کسانی بود که این نشان به آن‌ها تعلق گرفت.

## شرایط اعطاء
نشان قهرمان جنگ میهنی، به نظامیان اهل جمهوری آذربایجان در پاس قهرمانی در شکست کامل دشمن، حرفه‌ای‌گری بالا در مدیریت عملیات‌های نظامی یا بروز دادن قهرمانی انفرادی در احیای مرزهای دولتی جمهوری آذربایجان اهدا می‌گردد.این نشان، یک درجه بالاتر از نشان کار و یک درجه پایین‌تر از مدال ستاره طلایی می‌باشد.